# Maghreba
Genre
Maghreba est un genre d'araignées aranéomorphes de la famille des Pholcidae.

## Distribution
Les espèces de ce genre se rencontrent au Maroc et en Algérie.

## Liste des espèces
Selon World Spider Catalog (version 23.0, 17/03/2022) :
- Maghreba amezyan Huber, 2022
- Maghreba aurouxi (Barrientos, 2019)
- Maghreba djabalija Huber, 2022
- Maghreba gharbija Huber, 2022
- Maghreba kahfa Huber, 2022
- Maghreba nkob Huber, 2022
- Maghreba saghro Huber, 2022
- Maghreba stifadma Huber, 2022

## Systématique et taxinomie
Ce genre a été décrit par Huber en 2022 dans les Pholcidae.

## Publication originale
- Huber, 2022 : « Revisions of Holocnemus and Crossopriza: the spotted-leg clade of Smeringopinae (Araneae, Pholcidae). » European Journal of Taxonomy, vol. 795, p. 1-241 (texte intégral).